# Station Le Fugeret
Station Le Fugeret is een spoorwegstation in de Franse gemeente Le Fugeret.